# Stratonice (opera)

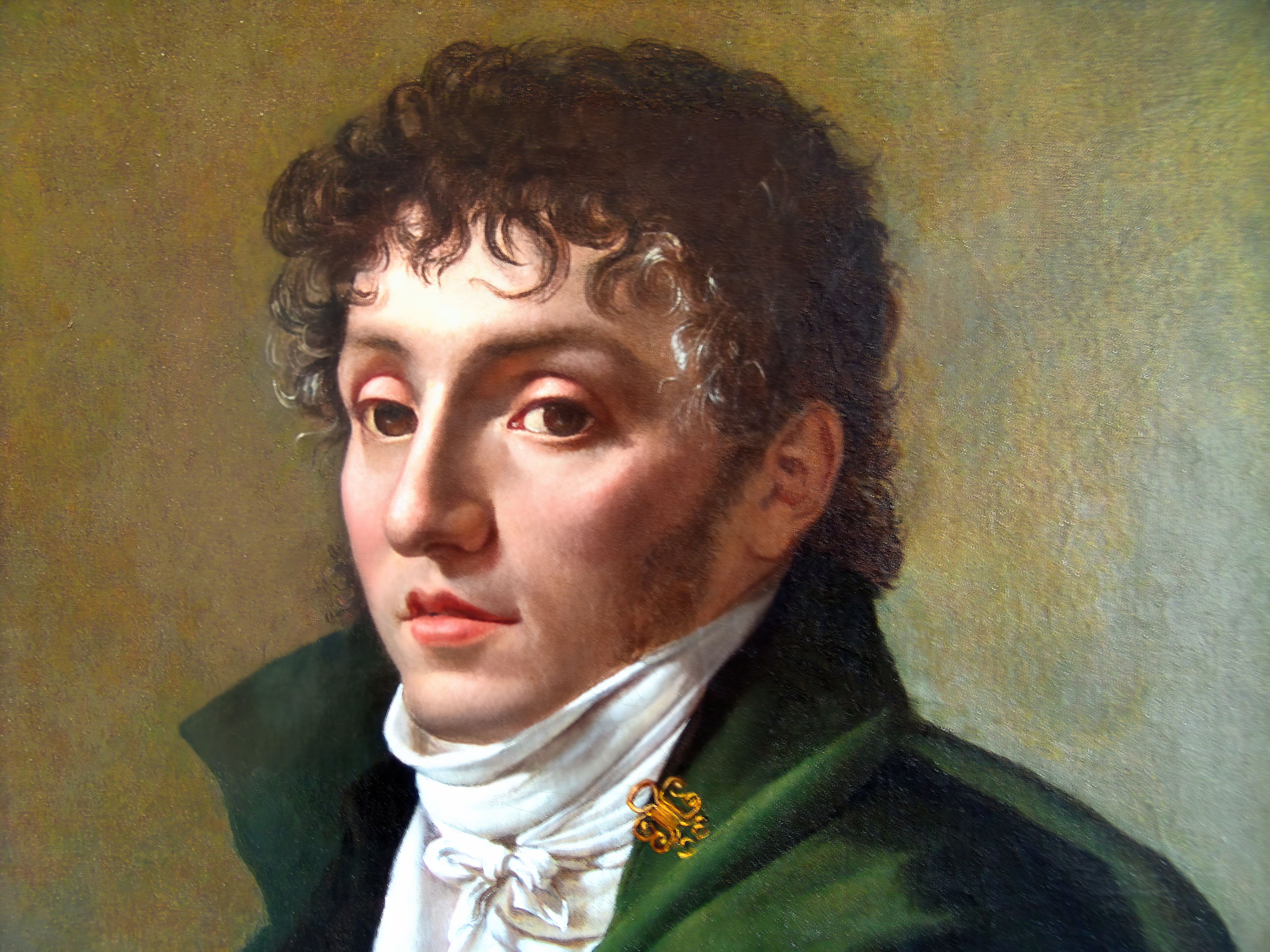
Étienne-Nicolas Méhul

Stratonice är en fransk opera (comédie héroïque) i en akt med musik av Étienne-Nicolas Méhul och libretto av François-Benoît Hoffman efter historien om den seleukidiske kungen Antiochos I och hans kärlek till styvmodern Stratonike på 250-talet f.Kr.

## Historia
Emedan Méhuls tidigare opera Euphrosine hade varit fylld av passionerade svartsjukeduetter var Stratonice mer antikt lugn och resonlig. Séleucus aria "Versez tous vos chagrin dans le sein paternel" blev särdeles populär och förekom på sångarrepertoaren under många år. 1821 skrev Méhuls brorson Joseph Daussoigne-Méhul nya recitativ till en nyuppsättning i Paris.
Operan hade premiär den 3 maj 1792 på Opéra-Comique i Paris. Svensk premiär den 4 oktober 1804 på Arsenalsteatern i Stockholm i ett gästspel av den franska teatergruppen.

## Personer
- Stratonice, en prinsessa (sopran)
- Antiochus, prins av Syrien (haute-contre)
- Séleucus, Kung av Syrien (Baritenor)[1]
- Erasistrate, en läkare (baryton)

## Handling
Kung Séleucus av Syrien och hans hov ber för att kungen son Antiochus ska bli frisk. En läkare anländer och misstänker att sonen lider kärlekskval. Sonen är på väg att erkänna men tystnar när fadern kommer in. När Stratonice, kungens trolovade, gör entré noterar läkaren att Antiochus puls ökar alarmerande. Läkaren sammanför Antiochus och Stratonice, och övertalar paret att erkänna sina känslor för varandra. På ett finkänsligt sätt berättar läkaren sedan för kungen var som pågår. Kung Séleucus är bara alltför välvillig att avstå prinsessan om detta kan innebära att sonen blir frisk.